# Lingüística cartesiana
El terme Lingüística Cartesiana  es va encunyar amb la publicació Cartesian Linguistics: A Chapter in the History of Rationalist Thought (1966) - Lingüística Cartesiana: Un capítol a la Història del Pensament Racionalista, un llibre de Noam Chomsky escrit amb el propòsit d'aprofundir "la nostra comprensió de la naturalesa del llenguatge, el seu procés mental i les estructures que intervenen en la seva adquisició". Amb aquesta obra, Chomsky volia aclarir la naturalesa d'aquestes estructures subjacents del llenguatge humà i, en conseqüència, saber si es pot inferir la naturalesa d'un organisme a partir del seu llenguatge.

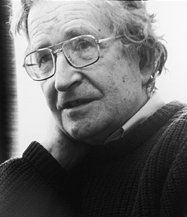
Autor del llibre Lingüística Cartesiana

La Lingüística Cartesiana (LC) es refereix a una forma de la lingüística desenvolupada en els temps de René Descartes, un destacat filòsof del segle xvii les idees del qual segueixen influint en la filosofia moderna. A la seva obra, Chomsky traça el desenvolupament de la teoria lingüística des de Descartes fins a Wilhelm von Humboldt, des del període de la Il·lustració fins al Romanticisme. La doctrina central de la lingüística cartesiana manté que les característiques generals de l'estructura gramatical són comunes a totes les llengües i mostren la imatge d'algunes propietats fonamentals de la ment.
Aquesta obra de Chomsky va rebre moltes crítiques, la majoria d'elles destacaven que lingüística cartesiana errava, tant en el concepte metodològic com en el fenomen històric.

## Temes tractats a l'obra.

### Home vs. Animal
Alguns factors mecànics de la funció del llenguatge, com la resposta als estímuls, són evidents tant en els humans com en els animals; tanmateix Chomsky cita diversos experiments cartesians del s. XVII que mostren l'aspecte creatiu del llenguatge com un fet específic només dels éssers humans. És aquest punt l'essència de la Teoria Cartesiana de la producció del llenguatge.
Chomsky escriu "la contribució fonamental és l'observació que el llenguatge humà en el seu estat natural es troba lliure de control independentment dels estímuls externs o dels estats interns i no es troba restringit a cap funció comunicativa, en contrast, per exemple, del "pseudo llenguatge dels animals". En resum, el llenguatge animal roman completament dins els límits de l'explicació mecànica tal com ho van concebre Descartes i Cordemoy i l'aspecte creatiu del llenguatge és allò que ens diferencia els humans dels animals, teoria que Chomsky desenvolupa àmpliament al capítol 2 del seu llibre.

### Llibertat d'instint
La teoria cartesiana està impregnada de matisos filosòfics. Un exemple d'això és la idea que la llibertat de l'instint i del control d'estímuls és la base del que anomenem " la raó humana". La debilitat de l'instint és l'avantatge natural de l'home, és allò que el fa un ésser racional. "A partir d'aquesta concepció del llenguatge només hi ha un petit pas per associar l'aspecte creatiu de l'ús del llenguatge amb la veritable creativitat artística". En altres paraules, "la qualitat 'poètica' del llenguatge ordinari deriva de la seva independència de l'estimulació immediata i de la seva absència de fins pràctics", essencialment la matèria que es correlaciona amb la filosofia Cartesiana.

### Universalitat
Chomsky és afí a les teories dels pensadors de la Il·lustració Humboldt, Goethe i Herder, els considera investigadors a la recerca d'un ordre universal, que mostren com la tendència del pensament cartesià es difon en les diferents àrees acadèmiques. L'esforç de Humboldt per revelar la forma orgànica de la llengua, de la mateixa manera que molts dels experiments esmentats, es col·loca en el context de la lingüística moderna per mostrar les diferències entre el model cartesià i el model modern de la lingüística, i per il·lustrar les contribucions de la primera a la segona.
Un altre aspecte d'aquesta universalitat és la gramàtica generativa, un enfocament de Chomsky, que és finita, l'aspecte omnipresent del llenguatge que proporciona la "unitat orgànica" de la qual Humboldt va escriure. A més, de Humboldt és la idea que les forces generadores del llenguatge i del pensament són una i la mateixa.

### Estructura profunda vs. estructura superficial
El capítol tercer de LC es pot considerar l'essència del pensament de Chomsky: "Seguint la distinció fonamental entre el cos i la ment, la lingüística cartesiana assumeix característicament que el llenguatge té dos aspectes "que són: el so / caràcter d'un signe lingüístic i el seu significat". La interpretació semàntica i la fonètica poden diferir en la lingüística cartesiana. Les estructures profundes sovint es representen només en la ment (un mirall del pensament), en contraposició a les estructures superficials, que no ho són. Dit amb altres paraules: L'estructura profunda mostra l'anàlisi lingüística a partir de la qual i a través de regles transformacionals elaborem estructures superficials, mentre que l'estructura superficial és l'enunciat tal com l'entenem:
Exemple: 
Oració 1: "El Déu invisible ha creat la terra visible" (estructura superficial) 
D'aquesta frase podem extreure els següents components d'estructura profunda:
Oració1: Déu és invisible
Oració 2: Déu ha creat el món
Oració 3: El món és visible
Les estructures profundes varien menys entre les llengües que les estructures superficials. Per exemple, les operacions de transformació que produeixen formes superficials en llatí i en francès poden enfosquir les característiques comunes de les seves estructures profundes. Chomsky proposa: "En molts aspectes, em sembla molt exacte, llavors, considerar la teoria de la gramàtica generativa transformacional, tal com es desenvolupa en treballs actuals, essencialment com una versió moderna i més explícita de la teoria de Port Royal".

### Resum de la Gramàtica de Port Royal
La Gramàtica de Port Royal és una referència que s'esmenta sovint a tot el llibre i és considerada per Chomsky més que un exemple adient de la filosofia de la lingüística cartesiana. "Una frase té un aspecte mental intern (una estructura profunda que convergeix en el seu significat) i un d'extern, l'aspecte físic com una seqüència sonora". Aquesta teoría de les estructures profundes i superficials desenvolupada pels lingüístes de Port Royal, reuneixen els requisits formals de la teoria del llenguatge. Chomsky ho descriu en termes actuals com "un sistema base que genera estructures profundes i un sistema transformacional que les connecta a les estructures superficials", essencialment una forma de la gramàtica transformacional afí a les teories modernes.

### Passat i present
Chomsky estableix un pont entre el passat i el present quan afirma que des del punt de vista de la teoria lingüística moderna, la caracterització i el descobriment de les estructures profundes és absurd, en concordància amb els estudis actuals i la qualificació d'aquests punts com "fet lingüístic" i "correspondència so-significat". En qualsevol cas, els intents tradicionals per tractar la teoria de l'estructura profunda i superficial no han tingut èxit.
Sobre el llenguatge, Descartes té la idea que és una forma d'auto-expressió, no únicament comunicativa... La lingüística actual no ha tractat, o més aviat no té un coneixement complet dels problemes sorgits de la filosofia Cartesiana perquè s'han tractat per sobre com problemes innecessaris d'una teoria general ben acceptada.
Un altre aspecte de LC és "la necessitat de complementar enunciats descriptius amb una explicació racional", per a poder-ho qualificar de veritable ciència. Chomsky afirma que un excès de racionalitat i apriorisme eren comuns a l'època de la Il·lustració i que una gran hipòtesi subjacent de la naturalesa general del llenguatge no es troba en l'anàlisi cartesià de l'estructura profunda.

### "Nocions comunes" (Herbert of Cherbury'sDe Veritate(1624))
Les nocions comunes es refereixen a "les capacitats innates" o a "un cert instint natural" que ens "instrueix en la naturalesa, modalitats i l'abast del que ha de ser escoltat, esperat o desitjat " (Cherbury). Aquestes nocions latents només s'activen a través d'un estímul exterior. Chomsky afirma que aquest enfocament en la doctrina innata i psicològica com un precursor de l'experiència i el coneixement és típic de la lingüística cartesiana, juntament amb el requisit d'un estímul extern per a l'activació de la funció latent de la doctrina.

### Aproximació a l'adquisició del llenguatge
Amb la frase: "l'adquisició del llenguatge és una qüestió de creixement i maduresa de les capacitats relativament fixes, sota unes condicions externes apropiades". El segle xvii fa una aproximació dòcil a l'aprenentatge de les llengües molt inconformista, com ho era la percepció general que el coneixement va sorgir sobre la base de dades disperses i insuficients. Aquestes propietats porten a dir que tot allò que s'aprèn s'atribueix a la ment. Les teories de la percepció i l'aprenentatge van ser essencialment les mateixes, tot i que hi havia una diferència reconeguda que, en conseqüència es torna indistinta durant l'adquisició.
"Així, el coneixement previ i el conjunt tenen un paper important en la determinació del que veiem ". Una idea / una percepció comuna era un objecte / una idea que es podia estampar en l'ànima amb ocasió d'una idea emocionant del poder global de la pròpia intel·ligència. Només Humboldt, que tenia una connexió directa entre el racionalisme de la Il·lustració i el període del Romanticisme, va idear el sistema generatiu subjacent de la percepció del llenguatge. Una vegada més, Chomsky afirma que "la investigació contemporània en la percepció ha tornat a la investigació de l'esquema representat internament... ".
Humboldt deia: "els nens no aprenen el llenguatge de forma mecànica, però desenvolupen un poder lingüístic provat pel fet que les grans habilitats dels humans es desenvolupen en un determinat període de la seva vida, per això tots els nens, sotmesos a condicions totalment diferents els uns dels altres, parlen i entenen una llengua a la mateixa edat".
El llenguatge resideix totalment en cada ésser humà i això significa que ningú més que el mateix individu el controla. Chomsky segueix aquesta línia, parteix de la base que els humans tenen ja genèticament informació rellevant que els permetrà, en les condicions adients, desenvolupar el llenguatge.

## Recepció i desenvolupament
La primera edició de Lingüística Cartesiana és un manuscrit que Noam Chomsky va preparar quan tenia 35 anys per l'American Council of Learned Societies (ACLS). Més endavant va preparar una altra versió per a presentar-la com a la lectura sobre el criticisme de Christian Gauss a la Universitat de Princeton a principis del 1964. Llavors només era un assaig. Des de la seva publicació ha estat criticat com un predecessor artificial de les seves pròpies idees, principalment forumaldes en el context dels anys 50 i el conductisme psicològic.
Chomsky va respondre als seus crítics i per a defensar la validesa de la seva concepció va treballar encara més en la seva perspectiva històrica. El llibre l'ha reeditat James McGilvray l'any 2002 i el 2009 només amb uns petits canvis i unes llargues introduccions. Les noves revisions invariablement apunten cap a les crítiques anteriors que havien quedat sense resposta, fins al punt de suggerir que els assajos introductoris tampoc havien reeixit en convèncer.
La principal objecció a l'argument del llibre porta al punt que, en la seva "Lingüística Cartesiana", Chomsky confia molt en els escrits dels gramàtics de Port-Royal i no en els de Descartes; és a dir, que la gramàtica no és Cartesiana en cap sentit interessant.Tota la discussió es resumeix en aquest text de l'any 1969: «El Professor Chomsky podria aferrar-se a l'expressió "la lingüística cartesiana" per raons no del tot explícites en el seu llibre, encara que les seves observacions sobre l'ús d'una etiqueta suggereix que significa simplement "la lingüística dels racionalistes". Però si vol incloure en la seva etiqueta la noció cartesiana del llenguatge com a espècies específiques per a l'home, i la noció d'estructures subjacents (que jo sostinc que no és d'orgien cartesià), així com l'enfocament racional en general, Chomsky només ho pot fer usant el terme "lingüística de Port - Royal».
La versió més actualitzada d'aquesta publicació de Chomsky és la tercera edició de l'any 2009 publicada per la Cambridge University Press.